# Pirates des Caraïbes
Pour les articles homonymes, voir Pirates des Caraïbes (homonymie).
 Pour plus de détails, voir Fiche technique et Distribution
Pirates des Caraïbes (Pirates of the Caribbean) est une franchise de médias cinématographique sur la piraterie produite par Jerry Bruckheimer et Walt Disney Pictures. Elle est composée de cinq films, sortis entre 2003 et 2017.
Le premier film reprend la thématique de l'attraction très populaire Pirates of the Caribbean ouverte en 1967 à Disneyland, en Californie, et utilisant le système audio-animatronic. La franchise suit les aventures du capitaine pirate Jack Sparrow, interprété par Johnny Depp.

## Développement

### Premier film

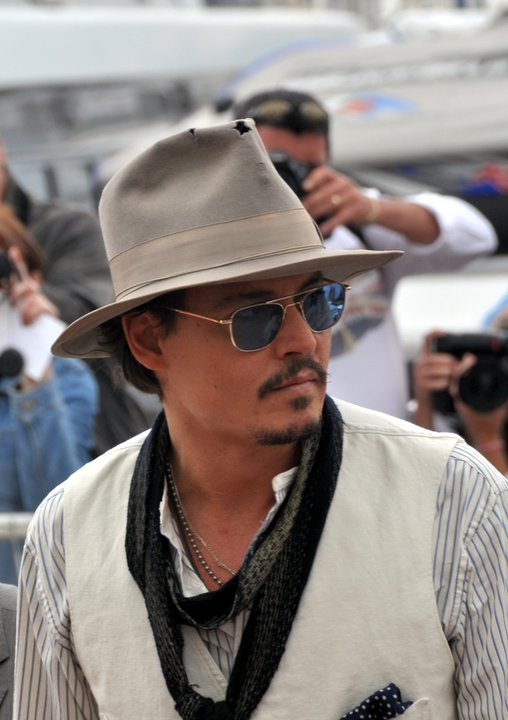
Johnny Depp, interprète le rôle du capitaine Jack Sparrow, lors de la présentation de Pirates des Caraïbes : La Fontaine de jouvence au festival de Cannes 2011.

Plus tôt dans les années 1990, les scénaristes Ted Elliott et Terry Rossio décident d'écrire un film fondé sur l'attraction de Pirates of the Caribbean. Jay Wolpert (en) écrit un script pour Disney, fondé sur cette attraction, que le producteur refuse, pensant que c'était un « film fortement fondé sur les pirates ». Stuart Beattie est appelé à réécrire le script, en mars 2002, à l'aide de son savoir sur la piraterie et, plus tard durant le même mois, Elliott et Rossio sont appelés à également rédiger le script. Elliott et Rossio sont inspirés par le thème de l'attraction Pirates of the Caribbean, et décident de donner à leur film un genre fantastique. Alors que le budget commence à être dépensé, Michael Eisner et Robert Iger menacent d'annuler le film, bien que Bruckheimer ait changé d'avis lorsqu'il a exposé l'art conceptuel et les animatics.
En mai 2002, Gore Verbinski signe pour réaliser Pirates des Caraïbes : La Malédiction du Black Pearl. Johnny Depp, ainsi que Geoffrey Rush, signent à leur tour le mois suivant pour tourner dans le film. Verbinski est attiré par l'idée d'utiliser les technologies modernes pour faire revivre un type cinématographique disparu après l'Âge d'or de Hollywood ainsi que ses souvenirs d'enfance concernant l'attraction ; ainsi, il sent [citation nécessaire] que le film est une opportunité pour exposer un genre à la fois fantastique et humoristique. Depp est séduit par le scénario dont il aime le côté excentrique : plutôt que de chercher un trésor, l'équipage du Black Pearl tente de le rendre pour se libérer de la malédiction qui s’est abattue sur eux ; de la même façon, la traditionnelle mutinerie a lieu avant même l’ouverture du film.
Le tournage de La Malédiction du Black Pearl débute le 9 octobre 2002 et s'achève le 7 mars 2003. À sa diffusion, beaucoup avaient l'intuition que le film serait un échec [citation nécessaire]. Le genre « pirate » n'avait en effet eu aucun succès depuis des décennies, et beaucoup pensent qu'un film fondé sur une attraction n'aurait guère de chance de fonctionner. Cependant, La Malédiction du Black Pearl devient un succès commercial et sera extrêmement prisé de la presse et du public.

### Deuxième et troisième films
Après avoir constaté l'ampleur du succès du premier film, les acteurs et l'équipe de tournage signent pour une suite, Pirates des Caraïbes : Le Secret du coffre maudit et Pirates des Caraïbes : Jusqu'au bout du monde. Les scénaristes Ted Elliott et Terry Rossio savent qu'avec un casting chorale, ils n'ont pas la liberté de créer de nouvelles situations et de nouveaux personnages, contrairement à Indiana Jones ou James Bond par exemple, qui ont su faire vivre les personnages à travers différents acteurs. Ils doivent ici faire la suite de La Malédiction du Black Pearl le premier film d'une trilogie, et tentent alors de chercher ce qui pourrait se passer après le baiser de Will Turner et d'Elizabeth Swann à la fin du premier film.

L'acteur Dale Clark imitant Johnny Depp dans Pirates des Caraïbes, dans les rues de Hollywood en 2013.

### Quatrième film
À la suite du succès de la trilogie et au désir de Depp de jouer à nouveau Jack Sparrow, un quatrième film commence à être tourné. En avril 2007, Disney achète les droits d'auteurs de l'ouvrage intitulé Sur des mers plus ignorées de Tim Powers, dont Rossio et Elliot ont découvert l'existence pendant la production de Le Secret du coffre maudit et de Jusqu'au bout du monde, et décident de l'utiliser en tant que scénario principal pour le quatrième volet. Alors que Gore Verbinski est indisponible, Bruckheimer invite Rob Marshall à le réaliser. Le quatrième film de la saga s'intitule Pirates des Caraïbes : La Fontaine de Jouvence.

### Cinquième film
Le cinquième volet de Pirates des Caraïbes est annoncé depuis début 2013. Le 14 janvier 2013, Jeff Nathanson est annoncé comme scénariste de cette nouvelle aventure. Il a notamment écrit le scénario de Indiana Jones et le Royaume du crâne de cristal, de Steven Spielberg, sorti en 2008, et été sélectionné (hors compétition) au Festival de Cannes 2008. Le 30 mai 2013 le nom des réalisateurs est révélé, à savoir les Norvégiens Joachim Rønning et Espen Sandberg, qui ont, notamment, réalisé Bandidas, avec Penélope Cruz qui a joué dans Pirates des Caraïbes : La Fontaine de jouvence. 
Le 23 août 2013, le titre anglophone de Pirates des Caraïbes 5 est dévoilé : Pirates of the Caribbean: Dead Men Tell No Tales et, le 11 septembre 2013, Walt Disney Pictures en repousse la sortie, prévue pour l'été 2015, à une date ultérieure.
Le 24 juillet 2014, Disney annonce que le film sortira finalement le 7 juillet 2017. Le 30 août 2014, le gouvernement australien accorde une subvention de 21,6 millions d'USD pour le tournage de Pirates des Caraïbes 5 dans le Queensland.
Le 26 janvier 2015, Jerry Bruckheimer, producteur du film, confirme que le tournage débute en février 2015 et dévoile les nouveaux membres du casting : Javier Bardem, Brenton Thwaites et Kaya Scodelario rejoignent donc Johnny Depp, Geoffrey Rush, Kevin McNally, Martin Klebba et Stephen Graham présents depuis le premier film. L'actrice Golshifteh Farahani fait également partie du casting.
Orlando Bloom est officialisé lors du week-end du 15 août 2015 à l'Expo D23 de Disney. Il marque son retour après son absence lors du quatrième film en 2011.
Le 20 avril 2017, un teaser japonais du film dévoile la participation de Keira Knightley dans le rôle d'Elisabeth Swan. Elle marque elle aussi son retour après son absence dans le quatrième film.
En 2017, le cinquième film de la saga sort sous le nom de Pirates des Caraïbes : La Vengeance de Salazar et au Québec sous le nom de Pirates des Caraïbes : Les morts ne racontent pas d'histoires.

### Projet dereboot
Le 20 décembre 2018, Sean Bailey (en), directeur de Walt Disney Studios Motion Pictures Production, confirme la production d'une nouvelle série Pirates des Caraïbes mais sans Johnny Depp,,. Le 14 février 2019, les auteurs chargés de la réécriture de la saga cinématographique Pirates des Caraïbes, sont Rhett Reese et Paul Wernick,.
En octobre 2019, les scénaristes Craig Mazin et Ted Elliott sont engagés pour écrire le reboot. Il semblerait que le personnage de Jack Sparrow incarné par Johnny Depp soit absent de ce volet, le rôle principal devrait revenir à l'actrice Karen Gillan, qui s'est fait connaître grâce au rôle de Amy Pond dans la série Doctor Who, et plus tard en tant que Nébula dans l'univers cinématographique Marvel, et Martha dans Jumanji : Bienvenue dans la jungle et Jumanji: Next Level.
Parallèlement à ce projet de reboot, un autre film serait en préparation, porté cette fois par l'actrice Margot Robbie. Le scénario serait signé par Christina Hodson, déjà à l'écriture du film Birds of Prey porté par Margot Robbie,. Ce film est un spin-off avec de nouvelles histoires et de nouveaux personnages.
Fin septembre 2020, la Walt Disney Company annonce que Johnny Depp est renvoyé de la franchise Pirates des Caraïbes car ils « [cherchaient] à apporter une nouvelle énergie et vitalité à la franchise »,,,. Cette éviction leur permet aussi d'économiser près de 90 millions de dollars,,,. Il est suggéré par la presse que son procès contre Amber Heard, pouvant ruiner la réputation de la franchise, pourrait faire partie des raisons de cette éviction ,,,. L'annonce de cette éviction suscite le mécontentement de beaucoup d'internautes, et Kevin McNally, interprète de Joshamee Gibbs, prend la défense de Johnny Depp,,.

## Films

### La Malédiction du Black Pearl
Titre québécois : La Malédiction de la Perle Noire.
La fille du gouverneur Swann, Elizabeth, promise au commodore James Norrington, s'éprend d'un forgeron, nommé William Turner, qu'elle a sauvé des eaux lorsqu'il était enfant et auquel elle a toujours caché qu'il était le fils d'un pirate. Lorsque les pirates d'Hector Barbossa attaquent Port Royal pour retrouver le dernier médaillon aztèque manquant du trésor maudit, Elizabeth est embarquée à bord du Black Pearl. William Turner part à sa recherche avec un autre pirate : le capitaine Jack Sparrow. L'équipage du Black Pearl est hanté par la malédiction de l'or aztèque, qui change toutes les âmes au cœur impur (celles qui seraient donc amenées à toucher ce trésor maudit) en squelettes, immortels et méprisés. Ceux-ci n'ont alors plus aucune sensation corporelle ou gustative, c'est pourquoi ils cherchent à inverser la malédiction. Au cours de cette quête pour retrouver le dernier médaillon, le capitaine Barbossa est prêt à tout pour empêcher le capitaine Jack Sparrow de récupérer le Black Pearl, qu'il a perdu à la suite d'une mutinerie.

### Le Secret du coffre maudit
Titre québécois : Le coffre du Mort.
Jack a une dette envers le capitaine Davy Jones qui est à la tête du Hollandais volant et doit lui donner son âme. Pour éviter cela, il est à la recherche de la clé et du coffre de Davy Jones (qui contient son cœur) pour le tuer. Alors qu'ils allaient se marier, Elizabeth et Will se font arrêter par lord Cutler Beckett pour avoir aidé Jack à s'enfuir. Beckett propose alors à Will d'assurer leur liberté à condition qu'il lui ramène le compas de Jack, compas qui n'indique pas le nord mais plutôt « ce que vous voulez le plus au monde ». Will accepte le contrat. En échange de son fameux compas, Jack propose à son tour à Will un marché qui est de l'aider à retrouver la clef et le coffre de Davy Jones. À la fin de ce même film Jack Sparrow se retrouve dans l'antre de Davy Jones. Will, Elizabeth et Barbossa, alors ressuscité par la sorcière Tia Dalma, se retrouvent afin de préparer un voyage vers l'antre de Davy Jones et sauver Jack.

### Jusqu'au bout du monde
Barbossa, William et Elizabeth font un voyage jusqu'au bout du monde pour ramener le capitaine Sparrow, prisonnier dans l'antre de Davy Jones avec le Black Pearl. Pour cela, ils doivent obtenir la carte mystique qui mène aux limbes de Davy Jones, détenue par Sao Feng, pirate de Singapour, dans le but de faire venir Jack Sparrow à la baie des naufragés où se réunit le tribunal de la confrérie qui veut faire libérer Calypso, déesse des mers. Cependant, le Hollandais volant vogue au service de la Compagnie des Indes Orientales, dirigée par Cutler Beckett qui veut éradiquer les pirates. C'est d'ailleurs pour combattre Beckett et Jones que la confrérie se réunit et libère Calypso qui se révèle avoir été jadis liée à Davy Jones.

### La Fontaine de Jouvence
Le capitaine Jack Sparrow part à la recherche de la fabuleuse Fontaine de Jouvence : il fait route vers la Floride, sur les traces du conquistador espagnol Juan Ponce de León. Cependant, son rival de toujours, l'impétueux capitaine Barbossa, devenu corsaire au nom du roi George II de Grande-Bretagne, est lui aussi à la recherche de la fontaine. Au cours de ses aventures, de Londres à la Floride, Jack Sparrow rencontre sur sa route le légendaire et redoutable capitaine Barbe Noire, terreur des pirates. Ce dernier possède un navire, le Queen Anne's Revenge, « commandé » par son sabre et utilisant le terrible feu grégeois, faisant du vaisseau un véritable engin de guerre. Dans cette nouvelle aventure vers l'immortalité, Jack Sparrow est confronté à des sirènes, des zombies et de nombreux pirates. Il retrouve aussi une femme de son passé, Angelica, la fille de Barbe-Noire, qui l'accompagne dans sa quête vers la Fontaine.

### La Vengeance de Salazar
Titre québécois : Les morts ne racontent pas d'histoire.
Pour cette cinquième aventure, le capitaine Jack Sparrow est confronté à de redoutables pirates fantômes échappés du Triangle du Diable (Triangle des Bermudes), menés par le capitaine Salazar et bien décidés à se venger de Jack, qui les a conduits dans ce malheur. Son seul espoir est de retrouver le trident de Poséidon, un puissant artéfact donnant le contrôle absolu sur les mers.

## Fiche technique
| Équipe du tournage         | Films                                         | Films                                         | Films                                         | Films                                         | Films                                         |
| Équipe du tournage         | La Malédiction du Black Pearl (2003)          | Le Secret du coffre maudit (2006)             | Jusqu'au bout du monde (2007)                 | La Fontaine de Jouvence (2011)                | La Vengeance de Salazar (2017)                |
| -------------------------- | --------------------------------------------- | --------------------------------------------- | --------------------------------------------- | --------------------------------------------- | --------------------------------------------- |
| Titre québécois            | La Malédiction de la Perle Noire              | Le Coffre du Mort                             | NC                                            | NC                                            | Les Morts ne racontent pas d'histoires        |
| Titre original             | The Curse of the Black Pearl                  | Dead Man's Chest                              | At World's End                                | On Stranger Tides                             | Dead Men Tell No Tales                        |
| Réalisateurs               | Gore Verbinski                                | Gore Verbinski                                | Gore Verbinski                                | Rob Marshall                                  | Joachim Rønning Espen Sandberg                |
| Producteur                 | Jerry Bruckheimer                             | Jerry Bruckheimer                             | Jerry Bruckheimer                             | Jerry Bruckheimer                             | Jerry Bruckheimer                             |
| Scénaristes                | Terry Rossio                                  | Terry Rossio                                  | Terry Rossio                                  | Terry Rossio                                  | Jeff Nathanson                                |
| Scénaristes                | Ted Elliott                                   |                                               |                                               |                                               |                                               |
| Scénaristes                | Stuart Beattie                                |                                               |                                               |                                               |                                               |
| Scénaristes                | Jay Wolpert (en)                              |                                               |                                               |                                               |                                               |
| Compositeurs               | Hans Zimmer                                   | Hans Zimmer                                   | Hans Zimmer                                   | Hans Zimmer                                   | Geoff Zanelli                                 |
| Compositeurs               | Klaus Badelt                                  |                                               |                                               | Rodrigo y Gabriela                            |                                               |
| Compositeurs               |                                               |                                               | Eric Whitacre                                 |                                               |                                               |
| Photographie               | Dariusz Wolski                                | Dariusz Wolski                                | Dariusz Wolski                                | Dariusz Wolski                                | Paul Cameron                                  |
| Monteur(s)                 | Stephen E. Rivkin                             | Stephen E. Rivkin                             | Stephen E. Rivkin                             | Michael Kahn                                  | Roger Barton                                  |
| Monteur(s)                 | Craig Wood                                    | Craig Wood                                    | Craig Wood                                    |                                               | Leigh Folsom Boyd                             |
| Monteur(s)                 | Arthur Schmidt                                |                                               |                                               |                                               |                                               |
| Budget                     | 140 000 000 $                                 | 225 000 000 $                                 | 300 000 000 $                                 | 250 000 000 $                                 | 230 000 000 $                                 |
| Durée                      | 143 minutes (2 h 23)                          | 151 minutes (2 h 31)                          | 169 minutes (2 h 49)                          | 137 minutes (2 h 17)                          | 129 minutes (2 h 9)                           |
| Dates de sortie États-Unis | 9 juillet 2003                                | 7 juillet 2006                                | 25 mai 2007                                   | 20 mai 2011                                   | 26 mai 2017                                   |
| Dates de sortie France     | 13 août 2003                                  | 2 août 2006                                   | 23 mai 2007                                   | 18 mai 2011                                   | 24 mai 2017                                   |
| Genre                      | Film d'aventure, fantastique, comédie         | Film d'aventure, fantastique, comédie         | Film d'aventure, fantastique, comédie         | Film d'aventure, fantastique, comédie         | Film d'aventure, fantastique, comédie         |
| Distributeur(s)            | Walt Disney Pictures, Jerry Bruckheimer Films | Walt Disney Pictures, Jerry Bruckheimer Films | Walt Disney Pictures, Jerry Bruckheimer Films | Walt Disney Pictures, Jerry Bruckheimer Films | Walt Disney Pictures, Jerry Bruckheimer Films |

## Accueil

### Box-office
| Films                                                | Année  | Box-office          | Box-office      | Box-office         | Box-office      | Budget          |
| Films                                                | Année  | États-Unis / Canada | Reste du monde  | France             | Monde           | Budget          |
| ---------------------------------------------------- | ------ | ------------------- | --------------- | ------------------ | --------------- | --------------- |
| Pirates des Caraïbes : La Malédiction du Black Pearl | 2003   | 305 413 918 $       | 348 850 097 $   | 3 864 251 entrées  | 654 264 015 $   | 140 000 000 $   |
| Pirates des Caraïbes : Le Secret du coffre maudit    | 2006   | 423 315 812 $       | 642 863 935 $   | 6 657 405 entrées  | 1 066 179 747 $ | 225 000 000 $   |
| Pirates des Caraïbes : Jusqu'au bout du monde        | 2007   | 309 420 425 $       | 652 270 784 $   | 5 763 630 entrées  | 961 691 209 $   | 300 000 000 $   |
| Pirates des Caraïbes : La Fontaine de Jouvence       | 2011   | 241 071 802 $       | 805 649 464 $   | 4 755 981 entrées  | 1 046 721 266 $ | 250 000 000 $   |
| Pirates des Caraïbes : La Vengeance de Salazar       | 2017   | 172 558 876 $       | 623 363 422 $   | 3 676 016 entrées  | 795 922 298 $   | 230 000 000 $   |
| Totaux                                               | Totaux | 1 451 780 833 $     | 3 072 997 702 $ | 24 717 283 entrées | 4 524 778 535 $ | 1 145 000 000 $ |

### Critique
| Films                                                | Rotten Tomatoes         | Metacritic        | Allociné             |
| ---------------------------------------------------- | ----------------------- | ----------------- | -------------------- |
| Pirates des Caraïbes : La Malédiction du Black Pearl | 79 % (219 critiques)    | 63/100 (40 avis)  | 3,5/5 (12 critiques) |
| Pirates des Caraïbes : Le Secret du coffre maudit    | 53 % (228 critiques)    | 53/100 (37 avis)  | 3,5/5 (22 critiques) |
| Pirates des Caraïbes : Jusqu'au bout du monde        | 43 % (226 critiques)    | 50/100 (36 avis)  | 3,1/5 (16 critiques) |
| Pirates des Caraïbes : La Fontaine de Jouvence       | 32 % (275 critiques)    | 45/100 (39 avis)  | 2,5/5 (16 critiques) |
| Pirates des Caraïbes : La Vengeance de Salazar       | 30 % (291 critiques)    | 39/100 (45 avis)  | 2,8/5 (19 critiques) |
| Note moyenne                                         | 47,4 % (1239 critiques) | 50/100 (196 avis) | 3,1/5 (83 critiques) |

## Personnages

### Personnages principaux
Les principaux personnages sont :
- Angelica : ancien amour de Jack Sparrow et fille de Barbe-Noire, cette belle et dangereuse pirate est une experte dans le maniement du sabre[60].
- Armando Salazar : autrefois Corsaire au service de l'Espagne, son équipage et lui furent tués par Jack Sparrow dans le Triangle du Diable. Il revient se venger sous forme de mort-vivant[60].
- Barbe Noire : un pirate à l’âme noire et au cœur sombre dont le nom provoque la peur des plus courageux marins[60].
- Carina Smyth : une jeune femme orpheline passionnée par l’astronomie et par les aventures pleines de surprises. Carina veut à tout prix retrouver son père, qui était lui aussi passionné par l’astronomie. Son père est en réalité Hector Barbossa.
- Davy Jones  : autrefois, c’était un pirate. Il se voit, après sa mort, confier pour l’éternité le commandement du vaisseau fantôme « Le Hollandais Volant »[60].
- Elizabeth Swann : fille du Gouverneur de Port-Royal, alors qu’elle était toute jeune, elle trouve un mystérieux naufragé. Plus tard, cette rencontre bouleversera sa vie à jamais[60].
- Hector Barbossa : ancien rival et ennemi juré du capitaine Jack Sparrow, il doit ensuite s’allier avec lui[60] contre Davy Jones, Barbe-Noire, les Espagnols et Salazar.
- Henry Turner : un jeune adolescent qui est le fils de Will Turner et d'Elizabeth Swann. Il fait tout pour briser la malédiction de son père et il est courageux, tout comme son père.
- Jack le singe : prénommé ainsi pour se moquer de Jack Sparrow, ce petit singe capucin est très fidèle à son propriétaire, le capitaine Barbossa[60].
- Jack Sparrow : le capitaine du « Black Pearl ». Il est connu sur les Sept mers pour ses arnaques et son irrévérence[60].
- Joshamee Gibbs : matelot superstitieux qui seconde loyalement son capitaine et ami Jack Sparrow[60], malgré les mauvais traitements que ce dernier lui fait parfois subir.
- Pintel et Ragetti : des pirates partisans de Barbossa qui se trouvent mêlés aux aventures de Jack Sparrow[60].
- Tia Dalma : une femme mystérieuse qui pratique la magie Vaudou (c'est la forme humaine de Calypso, la Déesse des Océans)[60].
- Will Turner : jeune homme passionné d'aventures, qui navigue sur les mers pour retrouver sa véritable identité et sauver son amour, Elizabeth Swann, puis pour libérer son père de la malédiction du vaisseau fantôme « Le Hollandais Volant », placé sous l'emprise maléfique de Davy Jones[60].

### Personnages récurrents
Comme beaucoup d'autres sagas cinématographiques, Pirates des Caraïbes comporte des personnages récurrents. Certains se retrouvent donc présents dans deux, trois, quatre ou même dans les cinq films :
- Présents cinq fois : Jack Sparrow (Johnny Depp), Hector Barbossa (Geoffrey Rush) et Joshamee Gibbs (Kevin McNally),
- Présents quatre fois : Will Turner (Orlando Bloom, films 1, 2, 3 et 5), Elizabeth Swann (Keira Knightley, films 1, 2, 3 et 5) et le pirate de petite taille Marty (Martin Klebba, films 1, 2, 3 et 5).
- Présents trois fois : le Lieutenant Théodore Groves (Jonny Rees, films 1, 3 et 4), le Commodore James Norrington (Jack Davenport, films 1, 2 et 3), le Gouverneur Weatherby Swann, le père d'Elizabeth (Jonathan Pryce, films 1, 2 et 3), les pirates Cotton (David Bailie, films 1, 2, et 3), Pintel (Lee Arenberg, films 1, 2 et 3) et Ragetti (Mackenzie Crook, films 1, 2 et 3) , les prostituées Giselle (Vanessa Branch, films 1, 2 et 3) , Scarlett (Lauren Maher, films 1, 2 et 3) et les soldats Mullroy (Angus Barnett, films 1 , 3 et 5) et Murtogg (Giles New, films 1 , 3 et 5).
- Présents deux fois : Lord Cutler Beckett (Tom Hollander, films 2 et 3), Tia Dalma (Naomie Harris, films 2 et 3), le Lieutenant Gillette (Damian O'Hare, films 1 et 4), Davy Jones (Bill Nighy, films 2 et 3), Maccus, le second de Davy Jones (Dermot Keaney, films 2 et 3), l'homme de main Ian Mercer (David Schofield, films 2 et 3), le pirate Scrum (Stephen Graham, films 4 et 5), Bill le Bottier, le père de Will (Stellan Skarsgard, films 2 et 3), et Edward Teague, le père de Jack Sparrow (Keith Richards, films 3 et 4)

## Géographie

### Lieux fictifs
- L'île de la Muerta : Une île ayant la forme d'un crâne humain, totalement introuvable, sauf par ceux qui savent où elle est. Ses eaux regorgent d'épaves et sont infestées de requins. C'est aussi ici que se trouve le trésor maudit de Cortès. Peu après la mutinerie contre Jack Sparrow, l'équipage de Barbossa s'est mis dans une quête qui durera dix ans pour retrouver toutes les pièces et Will Turner pour conjurer la malédiction.
- Isla Pelegestos : Île dotée de grandes falaises. Elle est peuplée par une tribu d'indigènes cannibales qui capturent Will Turner, l'équipage du Black Pearl et Jack Sparrow, qu'ils prennent pour un Dieu et veulent le rôtir puis le manger pour libérer son esprit.
- L'île des quatre vents : Île inhabitée, où subsistent en pleine jungle les ruines d'une église abandonnée et son cimetière. Le coffre de Davy Jones y est enterré sur l'une des plages.
- L'antre de Davy Jones : Le monde des morts, où Jack Sparrow et son navire furent amenés par le Kraken. Il s'agit d'un désert de sel. Une cascade se trouve à l'entrée, ce qui rend l'accès dangereux pour l'expédition entreprise par Barbossa et son équipage. Le seul moyen de sortir de l'Antre est de retourner le navire avant le coucher du soleil, sous peine que l'équipage de Barbossa restent coincés dans l'Antre pour le reste de leur vie.
- La Baie des Naufragés : Situé sur l'île des Naufragés, s'agit d'un empilement de navires où les neuf Seigneurs Pirates se réunissent. La réunion se déroule dans l'un de ces navires.
- La Fontaine de Jouvence : Lieu principal du 4e film. On y trouve des marécages et des falaises. La Fontaine de Jouvence se trouve dans une clairière. C'est ici que se trouve Whitecap Bay, une baie dangereuse à cause des sirènes. On y trouve aussi le navire de Ponce de Léon au bord d'une falaise et un campement Espagnol sur une île, au milieu d'un lac.
- La Baie du Pendu : Île tropicale, se déroulant dans le 5e et dernier film, où Jack Sparrow, Henry Turner et Carina Smyth accostent, échappant de justesse à Salazar et son équipage maudit, ceux-ci ne pouvant toucher terre. Barbossa et son équipage rejoindront les trois compères sur l'île pour libérer le Black Pearl, profitant d'être à terre pour retarder Salazar et ses sbires.

### Lieux réels
Les films présentent notamment la ville de Port Royal et l'Île de la Tortue.
- Port Royal : ville portuaire sous la gouvernance de Weatherby Swann, le père d'Elizabeth. C'est ici que se trouve l'atelier de forgeron de Will Turner et un fort britannique commandé par James Norrington. Lord Cutler Beckett y installe un bureau ayant un grand planisphère mural dans le 2e opus et fait du fort un lieu pour y condamner les pirates.

- Île de la Tortue ou Tortuga : repaire de pirates sur lequel Jack Sparrow vient engager de nouveaux membres d'équipage. Les bagarres y sont très nombreuses et fréquentes, sur l'île.

- Singapour : ville où se déroule le début du 3e opus. C'est le repaire du Seigneur Pirate Sao Feng.
- Londres : ville, capitale britannique, où Jack Sparrow retrouve Barbossa, Gibbs et Angelica dans le 4e film.
- Triangle des Bermudes (ou triangle du Diable) : lieu délimité par une chaîne de montagnes sombres. Il s'agit d'une zone maritime hautement dangereuse à cause des nombreux récifs et de la forte obscurité à l'intérieur. Ainsi, ceux qui s'y sont aventurés ne sont jamais revenus. C'est ici que le Chasseur de Pirates Armando Salazar fut piégé avec son équipage (dans un flashback), après avoir tenté d'intercepter Jack Sparrow et son équipage.
- Saint-Martin : île sous contrôle Britannique, se déroulant au début du dernier film. Jack Sparrow et son équipage y commettent des braquages. Il y rencontrera Henry Turner, le fils de Will Turner et d'Elizabeth Swann, qui vient le protéger et le sauver de Salazar, et Carina Smyth, une jeune astronome accusée de sorcellerie, avec qui il fera alliance pour trouver le Trident de Poséidon et échapper à Salazar.

## Artéfacts
- Le Compas de Jack Sparrow : L'aiguille de ce compas n'indique pas le Nord, mais la direction de ce que son possesseur désire le plus. Si son dernier possesseur l'abandonne, cela libère la plus grande crainte de celui-ci. La plus grande crainte des pirates est le Chasseur de Pirates Salazar, ce qui explique pourquoi Jack Sparrow doit lui échapper.
- Le Trésor Maudit de Cortès : Trésor Aztèque se trouvant sur l'île de la Muerta. Toute personne retirant une pièce du Coffre devient immortelle, mais se voit incapable de satisfaire ses besoins naturels et se transforme en squelette mort-vivant au clair de Lune. La malédiction ne peut être brisée que si toutes les pièces sont rassemblées dans le Coffre et que ces dernières sont imprégnées du sang de leurs voleurs ou du sang de leurs descendants.
- Le Coffre de Davy Jones : C'est dans ce Coffre que Davy Jones a enfermé son cœur. Le Coffre ne peut s'ouvrir qu'à l'aide d'une clé spéciale, qu'il conserve sous sa barbe tentaculaire.
- Les Pièces de Huit : c'est dans ces Pièces que les 9 Seigneurs Pirates emprisonnent la Déesse Calypso sous une forme humaine. La Pièce de Jack est une pièce accrochée à son bandeau, celle de Barbossa est l'œil de bois de Ragetti. Si toutes les Pièces sont détruites, Calypso est libérée de sa forme humaine.
- Le Sabre de Barbe Noire : Il permet de prendre le contrôle d'un navire et même de le déplacer à distance.
- Les Calices d'argent : Ces deux coupes sont non seulement le seul moyen d'accès à la Fontaine de Jouvence, mais aussi indispensables pour le rituel. Celui qui ne boira que l'eau de la Fontaine meurt tandis celui qui boira l'eau de la Fontaine avec une Larme de Sirène devient immortel en gagnant les années restantes de l'autre.
- Le Trident de Poséidon : Il permet à son possesseur de contrôler l'océan et renferme aussi toutes les malédictions maritimes.

## Navires
Les films présentent de nombreux bateaux, les plus fameux étant le Black Pearl, le Hollandais volant, le Queen Anne's Revenge et le Silent Mary, mais encore le brick Interceptor, les vaisseaux HMS Intrépide et HMS Endeavour (navire amiral de la flotte de la compagnie des Indes), le HMS Providence (navire de George II commandé par Barbossa, incarné par le HMS Surprise) et le Santiago de Ponce de Leon.

D'autres navires de moindre importance apparaissent au fil de la saga, notamment : l'Endinburgh Trader, incarné par la réplique du HMS Bounty et victime du kraken dans le second film ; le Hai Pang, jonque utilisée pour se rendre dans l'antre de Davy Jones ; et l'Impératrice, jonque du seigneur pirate Sao Feng dans le troisième film.

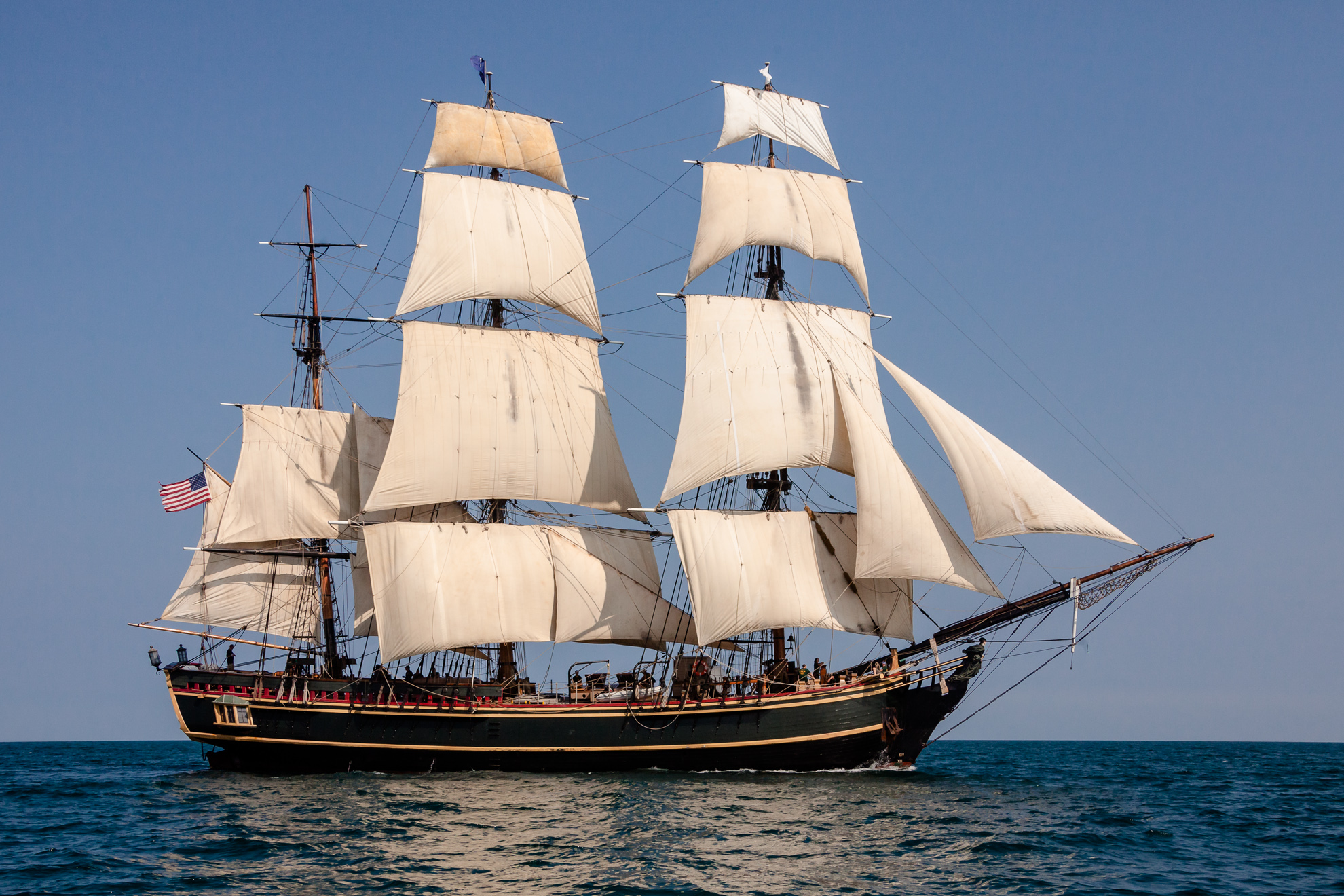
Le HMS Bounty, qui joue l'Endinburgh Trader dans le second opus.
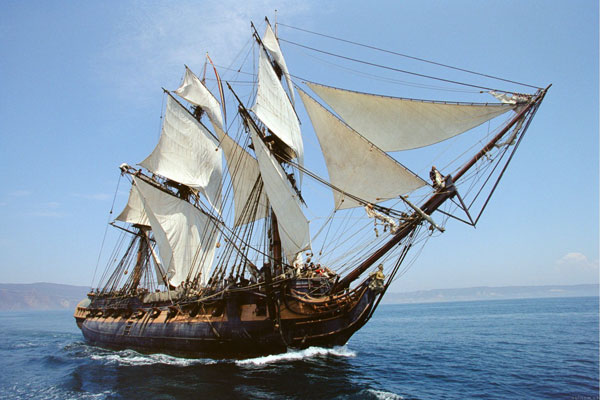
Le HMS Surprise, qui joue le HMS Providence dans le quatrième opus.

### Black Pearl
Pour l’article homonyme, voir Black Pearl.
Le Black Pearl (la Perle noire au Québec) est un galion et le navire le plus rapide des Caraïbes. 14 ans avant Pirates des Caraïbes : La Malédiction du Black Pearl, il se nommait le Wicked Wench et appartenait à Jack Sparrow, alors sous les ordres de Cutler Beckett. Ce dernier lui mit le feu lorsque Sparrow le trahit : le navire et son capitaine coulèrent. Heureusement pour Sparrow, Davy Jones arriva, le sauva et améliora son navire pour le rendre plus rapide que tous les autres navires du monde. Mais, en échange, Jack Sparrow devra se soumettre à lui dans treize ans. Il accepta et rebaptisa le Wicked Wench en Black Pearl. Le capitaine se rendit alors à Tortuga pour trouver un équipage. C'est là qu'il rencontra Hector Barbossa et il en fit son second. Cependant ce dernier monta une mutinerie contre lui et le remplaça ensuite jusqu'à sa mort à la fin du premier film. Jack Sparrow redevint donc capitaine du Black Pearl. Cependant, lorsque Barbossa, ressuscité par Tia Dalma, revint sur le Pearl, lui et Sparrow se disputent la place de capitaine. À la fin de Pirates des Caraïbes : Jusqu'au bout du monde, Barbossa s'enfuit avec. Mais après une bataille perdue contre Barbe Noire, le Black Pearl fut enfermé dans une bouteille que Jack Sparrow récupéra à la fin de Pirates des Caraïbes : La Fontaine de Jouvence. Jack réussira à faire sortir le Black Pearl de la bouteille dans Pirates des Caraïbes : La Vengeance de Salazar.
Dans le premier film, le Black Pearl était une péniche en acier sur laquelle on a ajouté une structure en bois pour qu'il ressemble à un vrai navire. Pour les deuxième et troisième films, un navire à voile flottant a été effectivement construit dans les chantiers navals à Bayou La Batre dans l'Alabama sur la coque du navire HMS Sunset pour servir l'ensemble, même si ce n'est pas un grand voilier authentique. Une autre version, monté sur un cardan, a été construit pour le tournage de la bataille du Maelström dans le troisième opus.

En 2010, le Sunset a été reconstruit pour devenir le Queen Anne's Revenge pour le tournage de Pirates des Caraïbes : La Fontaine de jouvence.

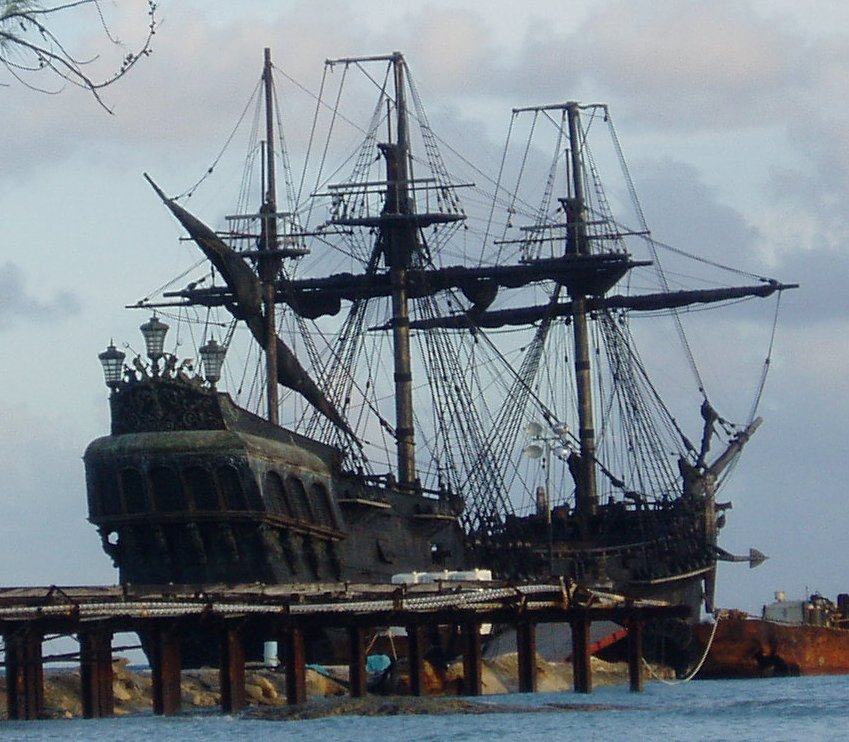
Le Black Pearl, célèbre galion du capitaine Jack Sparrow.
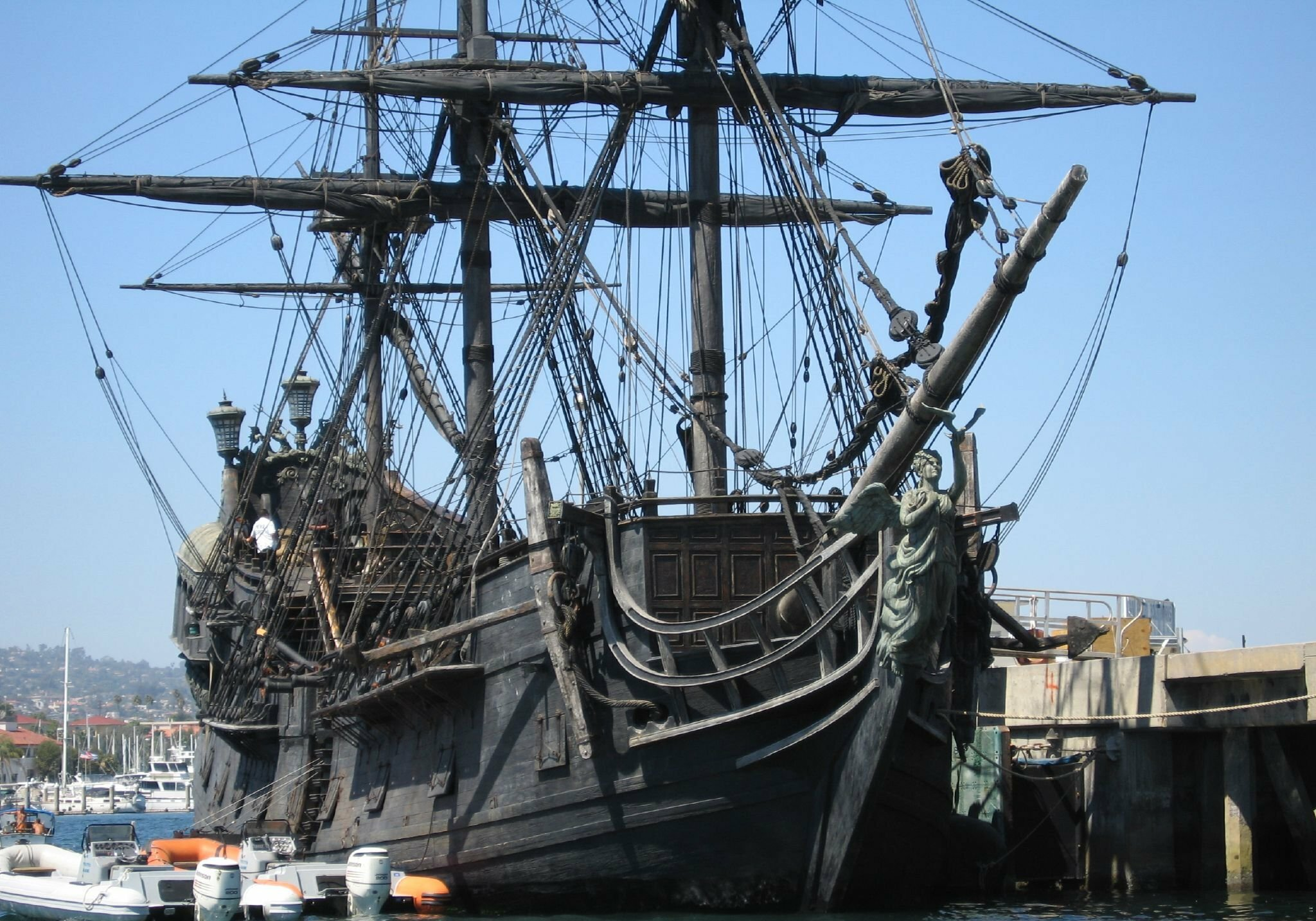
La proue et la figure de proue du Black Pearl, amarré au port de San Pedro en 2006.

### Interceptor
L'Interceptor est un brick qui apparaît dans le film Pirates des Caraïbes : La Malédiction du Black Pearl. C'est un navire de la marine anglaise volé par Jack Sparrow et William Turner pour prendre en chasse le Black Pearl. Le navire a la réputation d'être le navire le plus rapide des Caraïbes car les bricks sont les navires les plus rapides à l'époque. Toutefois il est rattrapé et abordé par le Black Pearl puis l'équipage du Black Pearl le fait exploser à la fin de l'abordage.
Le navire utilisé pour le tournage est le brick américain Lady Washington. Il s'agit d'un deux-mâts de 34 m, réplique de 1989 d'un navire marchand et d'exploration de 1750.

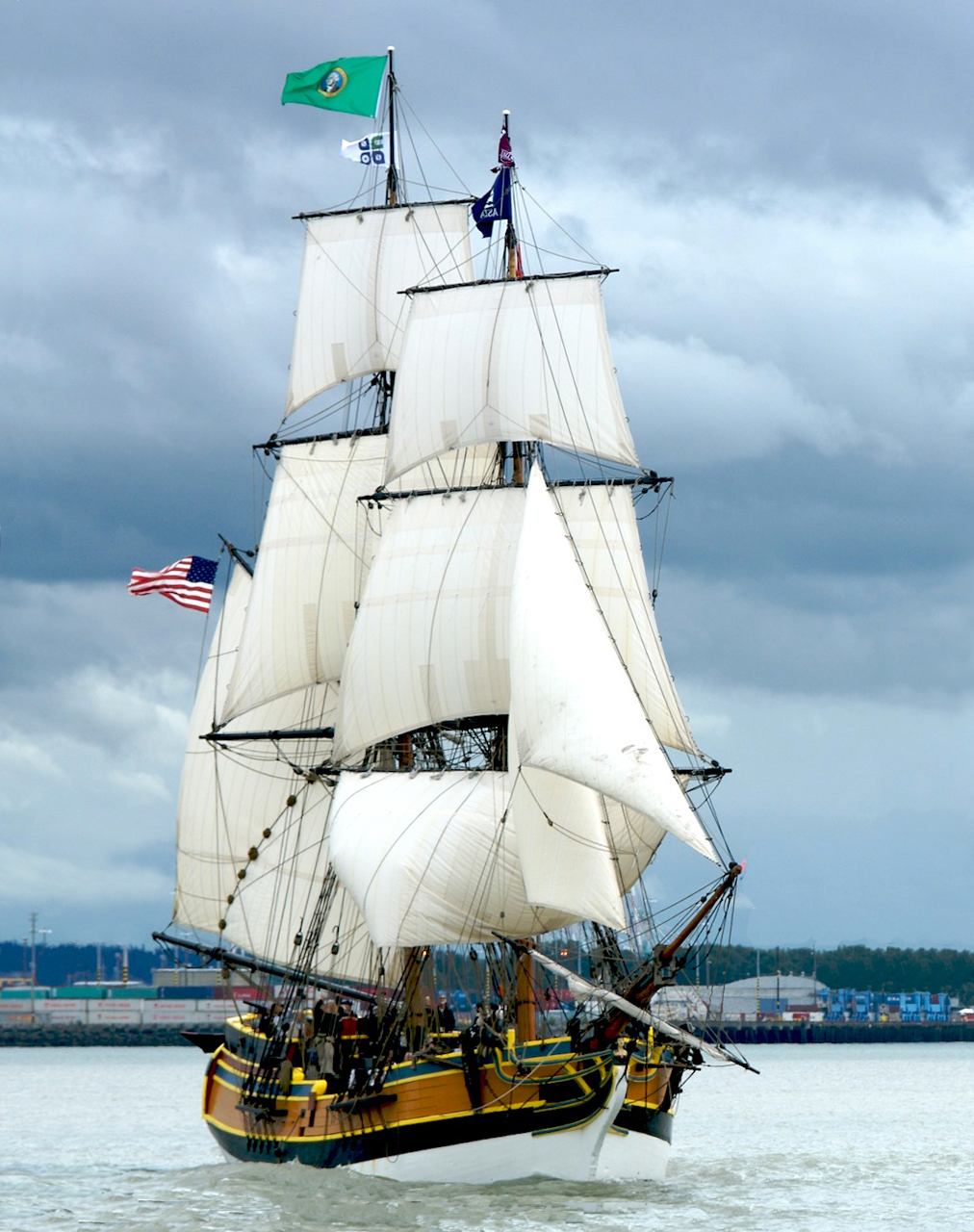
Le Lady Washington a joué le rôle de l’Interceptor, en 2008
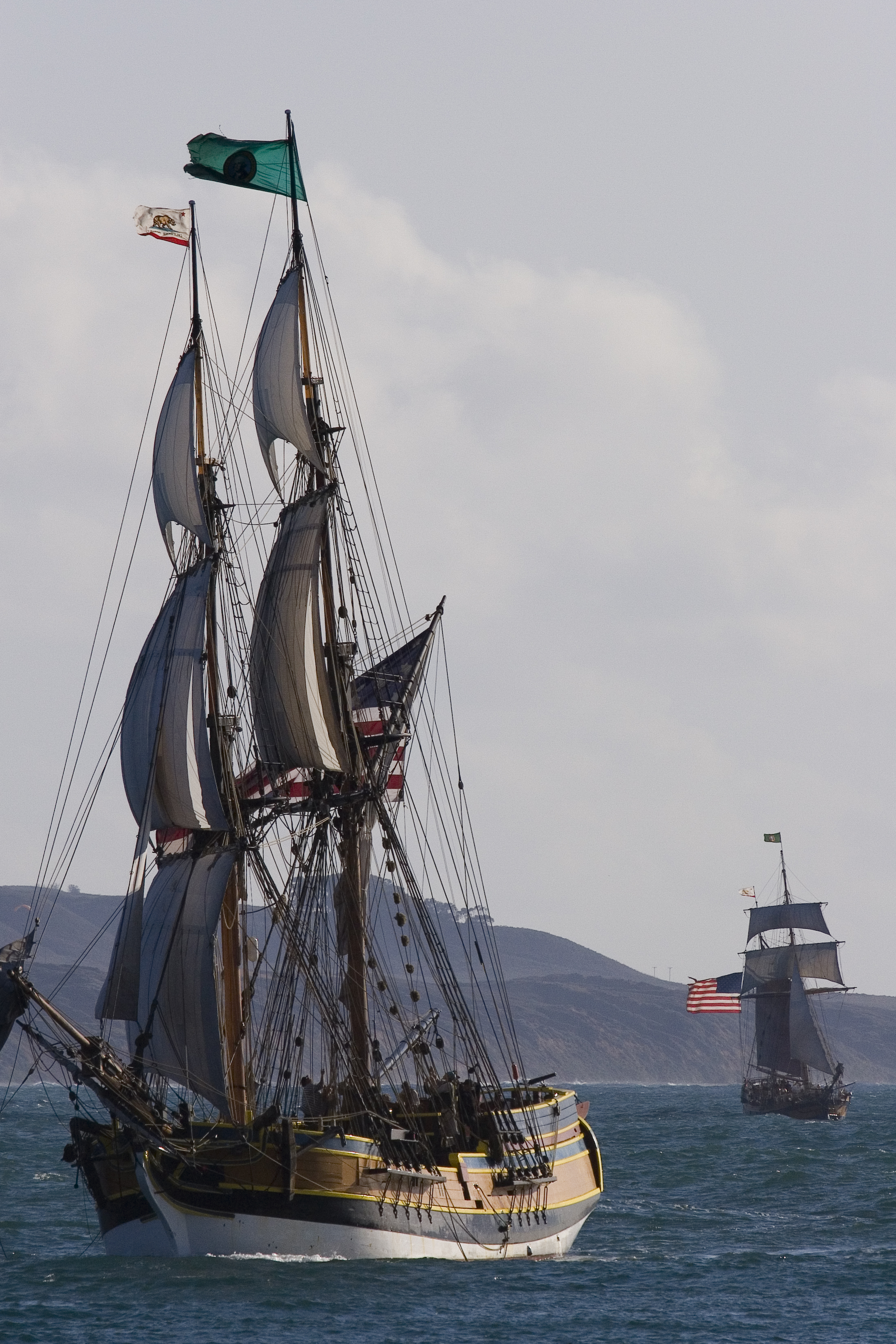
Le Lady Washington et le Hawaiian Chieftain en 2007

### Hollandais Volant
Le Hollandais volant est un navire créé par la déesse Calypso (Tia Dalma) qui devait servir à Davy Jones pour transporter les morts en mer vers leur royaume. À l'origine, ce navire est un navire ordinaire, mais après la trahison de Calypso pour Davy Jones et la vengeance du capitaine, cette dernière décide de jeter une malédiction sur le vaisseau. Il se transforme donc en vaisseau fantôme et peut plonger sous les eaux. Il est entièrement recouvert d'algues, de coquillages, de mollusques et de crustacés et possède des triple-canons de proue qui peuvent tirer plus rapidement, pendant qu'un canon tire, un autre se recharge. Par ailleurs, il ne peut pas se retrouver sans capitaine. À la fin du troisième opus, Will Turner embroche le cœur de Davy Jones, lorsqu'il est à deux doigts de mourir, et prend sa place de capitaine. Il est finalement libéré de malédiction par son fils Henry lors du cinquième opus.

Pour l'allure du navire, la production s'est inspirée des vieilles flûtes hollandaises, sortes de galions datant du XVIIe siècle très prisées par la compagnie néerlandaise des Indes orientales. Un bâtiment particulier, le Vasa, navire de guerre suédois ayant coulé dans le port de Stockholm en 1628, a inspiré l'équipe du second opus, son château de poupe haut et richement orné servant de base aux conceptions plus fantastiques du Hollandais Volant tel qu'imaginé par Rick Heinrichs,.

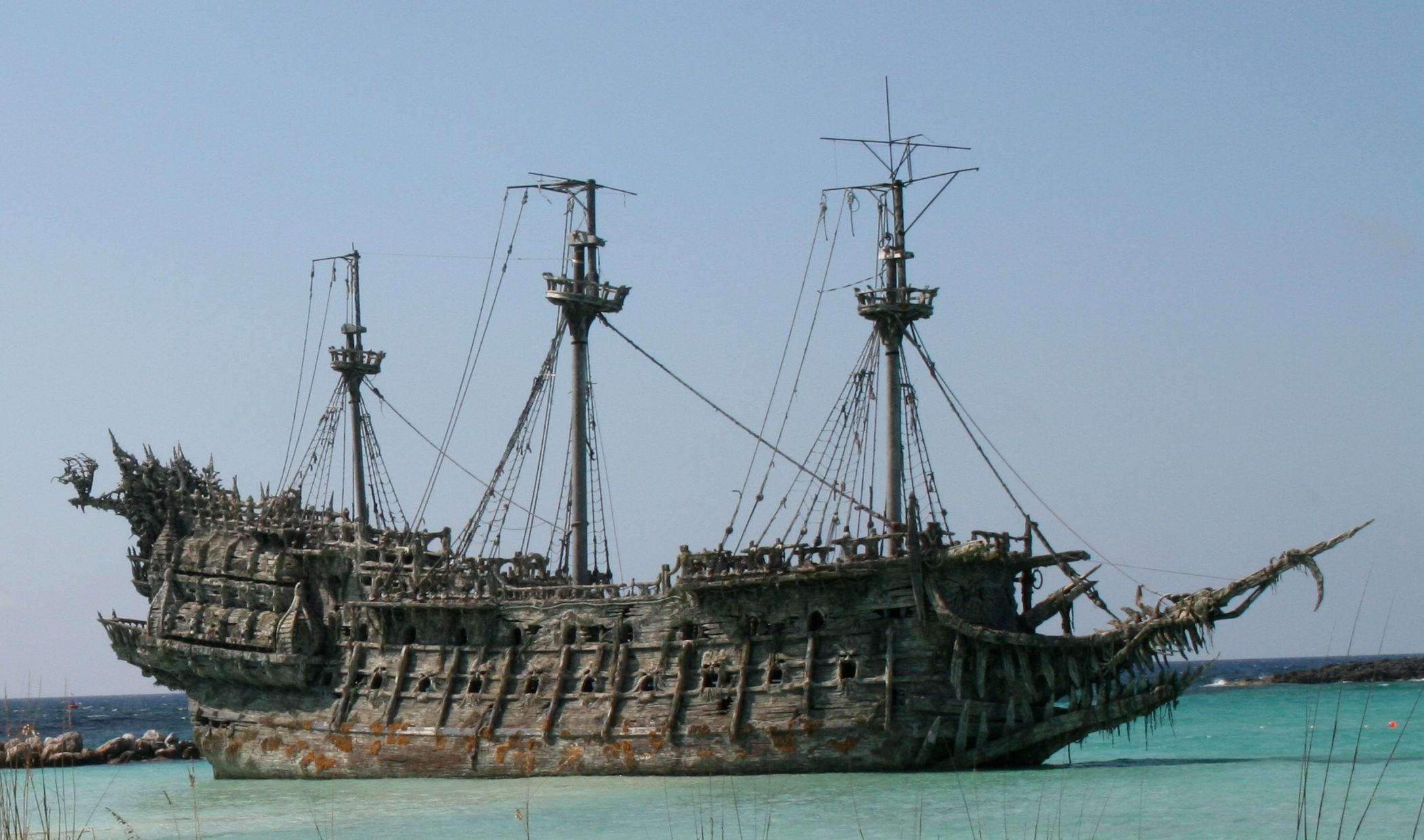
Le Hollandais volant exposé sur l'île privée de Disney Castaway Cay, accessible avec les croisières Disney Cruise Line.
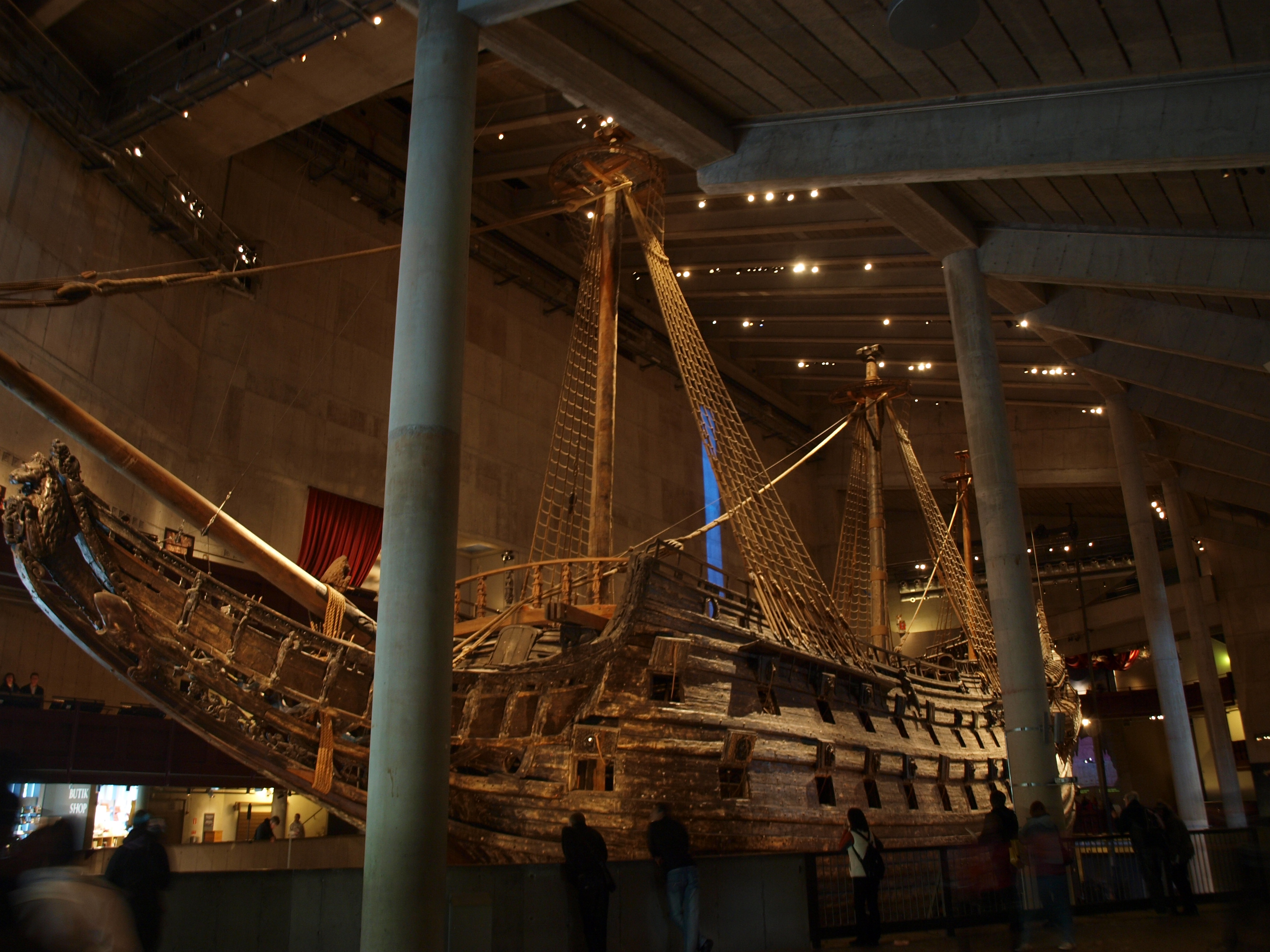
L'épave du Vasa conservé au musée Vasa à Stockholm, qui a inspiré l'allure du Hollandais Volant.
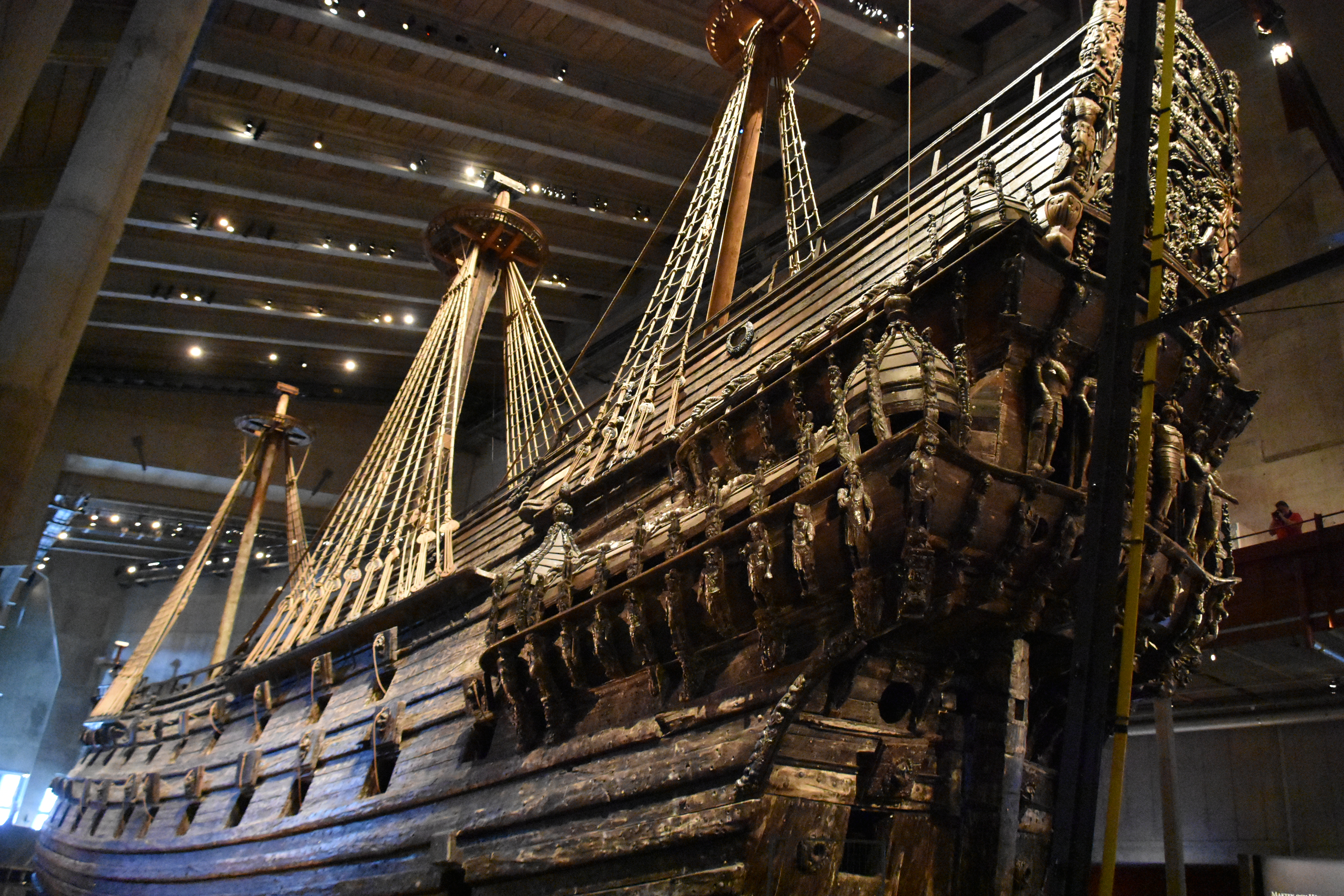
La poupe du Vasa.

### Queen Anne's Revenge

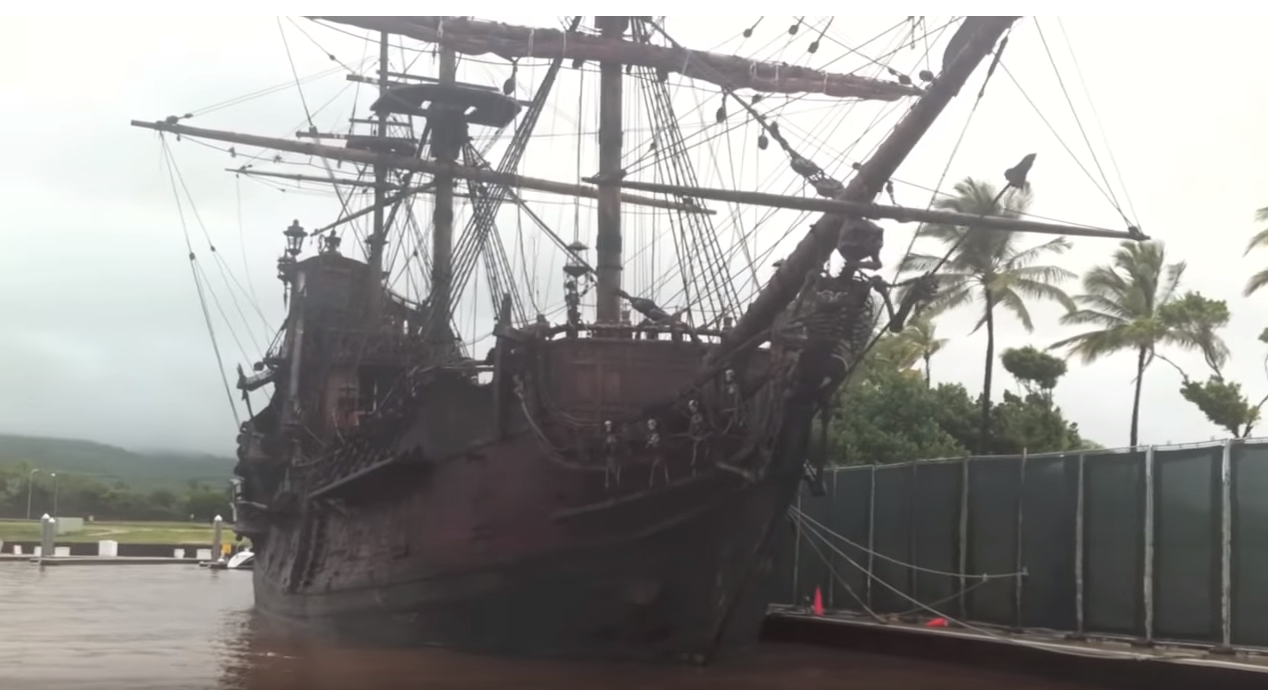
Le Black Pearl transformé en Queen Anne's Revenge en 2011.

Ce vaisseau apparaît dans La Fontaine de Jouvence et il appartient à Barbe Noire. Ce dernier peut le contrôler avec son épée. Le Queen Anne's Revenge est d'ailleurs doté de deux feux grégeois à sa proue, lui permettant de carboniser les navires ennemis. Ses parois sont ornées de crânes et d'os ayant appartenu aux victimes de Barbe Noire. Barbossa, après avoir tué le capitaine de ce vaisseau, en devient capitaine à son tour.

### Silent Mary
Ce navire apparaît dans Pirates des Caraïbes : La Vengeance de Salazar et est commandé par Salazar. Ce vaisseau est fantômatique comme l'équipage qui vit dessus et il est énormément abîmé du fait qu'il a coulé en se heurtant à des rochers. Il n'a pas besoin de voiles pour avancer. Sa manière de combattre un navire ennemi est de ne pas utiliser des canons mais de lever sa partie avant comme un cobra, grâce à celle-ci, il peut donc "manger" ses navires ennemis.

## Scènes post-génériques
- La Malédiction du Black Pearl : Le cadavre de Barbossa gît sur l'Île de la Muerta. Son singe Jack s'empare de la pièce tachée du sang de Will et redevient maudit.
- Le Secret du coffre maudit : Assis sur le trône, le chien de prison regarde la tribu indigène qui avait capturé Jack Sparrow se prosterner devant lui.
- Jusqu'au bout du monde : Dix ans plus tard sur une île, Elizabeth et son fils Henry observent l'horizon et attendent. Un rayon vert passe dans le ciel, le Hollandais volant apparaît. Will est agrippé à la poupe de son navire, heureux, impatient de retrouver sa femme et son fils.
- La Fontaine de Jouvence : Assise sur la plage de l'ilot désert sur lequel Jack l'a abandonnée, Angélica déprime. La marée fait échouer à ses pieds la poupée vaudou à l'effigie de Jack. Angélica la ramasse et sourit à l'idée de pouvoir l'utiliser pour se venger en torturant Jack pour lui faire payer le meurtre de son père.
- La Vengeance de Salazar : Will et Elizabeth dorment paisiblement dans leur chambre lorsque des bruits de pas inquiétants commencent à résonner. La porte s'ouvre et une silhouette difforme avance lentement vers eux. L'ombre de l'être difforme montre qu'il a des tentacules au niveau du visage. Réveillé par les bruits, Will se redresse et a juste le temps de voir, en guise de bras, une énorme pince de crabe se dresser et s'abattre sur sa tête. Will se réveille : la pièce est vide et Elizabeth dort tranquillement. Devinant qu'il a fait un cauchemar, Will se rallonge, serre Elizabeth contre lui et se rendort, sans remarquer sur le sol, là où se tenait l'individu, une flaque d'eau et des coquillages. Une mélodie étrange se fait entendre.

## Analyse
La théologie ou mythologie établie au fil de la série est contradictoire, puisqu'elle montre des divinités ou magies de différentes origines, co-existant dans le même univers, une confusion amplifiée par un cinquième film qui perturbe la continuité des précédents films. Dans le premier film, la malédiction du trésor de Cortés de l'Isla de Muerta est lancée par les dieux aztèques. Les deuxième et troisième films présentent Calypso, la déesse des océans. Dans le quatrième film, Barbe Noire possède l'Épée de Triton, et la fontaine de Jouvence est au centre de l'intrigue, bien qu'on ne sache pas son origine mythologique, seulement qu'elle est contraire au dogme catholique selon les Espagnols qui la détruisent. Tout au long des quatre premiers films, diverses formes de magie vaudou apparaissent également. Enfin, le cinquième film introduit le trident de Poséidon, qui commande les océans, et contient toutes les malédictions de l'océan, qui peuvent être annulées s'il est brisé. Cela implique que Poséidon, dieu de l'océan, existe, alors que Calypso était déjà aussi puissante, et qu'il est mort, puisque le trident est censé être trouvé dans son tombeau.

## Jeux vidéo
Comme beaucoup d'autres sagas cinématographiques à succès, Pirates des Caraïbes a des jeux vidéo basés sur son univers. Les jeux suivent principalement les évènements de la saga.
- Pirates des Caraïbes sorti en 2003 sur Windows et Xbox.
- Pirates des Caraïbes : La Malédiction du Black Pearl sorti en 2003 sur Game Boy Advance.
- Pirates des Caraïbes : La Légende de Jack Sparrow sorti en 2006 sur Windows et PlayStation 2.
- Le Secret du coffre maudit sorti en 2006 sur Game Boy Advance et Nintendo DS.
- Jusqu'au bout du monde sorti en 2007 sur Windows, PlayStation 2, PlayStation 3, Wii, Xbox 360, Nintendo DS et PlayStation Portable.
- Lego Pirates des Caraïbes, le jeu vidéo (basé sur les 4 premiers films) sorti en 2011 sur Windows, PS3, PS4, PSP, Xbox 360, DS et Nintendo 3DS.
- Pirates of the Caribbean: Tides of War lancé sur Android en Mai 2017.

En raison de son succès, Pirates des Caraïbes a servi d'inspiration pour Sea of Thieves (2018), un jeu vidéo sur la piraterie. Par coïncidence, Rare annonce leur collaboration avec Disney en Juin 2021 pour introduire l'univers de Pirates des Caraïbes dans le jeu vidéo avec la mise à jour A Pirate's Life (en référence à une des chansons de la franchise) le 22 Juin 2021.

### Discographie
- Pirates des Caraïbes : La Malédiction du Black Pearl (Pirates of the Caribbean : The Curse of the Black Pearl), vol. 1, 2003, 143 minutes
- Pirates des Caraïbes : Le Secret du coffre maudit (Pirates of the Caribbean : Dead Man's Chest), vol. 2, 2006, 151 minutes
- Pirates des Caraïbes : Jusqu'au bout du monde (Pirates of the Caribbean : At World's End), vol. 3, 2007, 169 minutes
- Pirates des Caraïbes : La Fontaine de Jouvence (Pirates of the Caribbean : On Stranger Tides), vol. 4, 2011, 137 minutes
- Pirates des Caraïbes : La Vengeance de Salazar (Pirates of the Caribbean : Dead Men Tell No Tales), vol. 5, 2017, 129 minutes